# Tania (Vorname)
Tania ist ein weiblicher Vorname.

## Varianten
- Tanija
- Tanja
- Tanya
- Tanni → Tanni Grey-Thompson

## Namensträgerinnen

### Tania
- Tania Aebi (* 1966), US-amerikanische Seglerin und Buchautorin
- Tania Bailey (* 1979), englische Squashspielerin
- Tania Blixen, Pseudonym von Karen Blixen (1885–1962), dänische Schriftstellerin
- Tania Botewa-Malo (* 1950), bulgarische Schriftstellerin und Kinoamateurin
- Tania Bruguera (* 1968), kubanische Künstlerin
- Tania Cagnotto (* 1985), italienische Wasserspringerin
- Tania Calvo (* 1992), spanische Bahnradsportlerin
- Tania Chamorro (* 1993), spanisch-schweizerische Fußballspielerin
- Tania Di Mario (* 1979), italienische Wasserballspielerin
- Tania Dixon (* 1970), neuseeländische Hochspringerin
- Tania Evans (* 1967), britische Sängerin
- Tania Giannouli (* 1977), griechische Komponistin und Pianistin
- Tania Gooley (* 1973), australische Beachvolleyballspielerin
- Tania Gunadi (* 1983), US-amerikanische Schauspielerin
- Tania Haiböck (* 1974), österreichische Triathletin
- Tania Head (* ≈1973), Mitbegründerin und Präsidentin des World Trade Center Survivors’ Network
- Tania Hermida (* 1968), ecuadorianische Regisseurin, Produzentin und Drehbuchautorin
- Tania Kadokura (* 1966), deutsch-japanische Sachbuchautorin und Fernsehjournalistin
- Tania Kambouri (* 1983),  deutsche Polizistin, griechischer Abstammung
- Tania Khalill (* 1977), brasilianische Schauspielerin und Sängerin
- Tania Krätschmar (* 1960 in Berlin), deutsche Autorin von Liebesromanen
- Tania León (* 1943), kubanische Komponistin, Dirigentin und Musikpädagogin
- Tania Libertad (* 1952), peruanisch-mexikanische Sängerin
- Tania Luiz (* 1983), australische Badmintonspielerin
- Tania Mallet (1941–2019), britisches Fotomodell und Filmschauspielerin
- Tania Mathias (* 1964),  britische Politikerin
- Tania Matos Grade (* 1979), luxemburgische Fußballspielerin
- Tania Morales (* 1986), mexikanische Fußballspielerin
- Tania Noakes (* 1974), britische Skilangläuferin und Biathletin
- Tania Nolan (* 1983), neuseeländische Schauspielerin
- Tania Pariona Tarqui (* 1984), peruanische Sozialarbeiterin, Quechua-Aktivistin, Menschen- und Frauenrechtlerin sowie Politikerin
- Tania Prill (* 1969), deutsch-schweizerische Grafikdesignerin
- Tania Raymonde (* 1988), US-amerikanische Schauspielerin, Filmregisseurin und Drehbuchautorin
- Tania Rupel (* 1969), bulgarisch-deutsche Malerin und Schriftstellerin
- Tania Russof (* 1974), lettische Pornodarstellerin russischer Abstammung
- Tania Sachdev (* 1986), indische Schachspielerin
- Tania Saedi (* 1976), österreichische Sängerin
- Tania Saulnier (* 1982), kanadische Schauspielerin
- Tania Schleef (* 1976), deutsche Moderatorin
- Tania Schlie (* 1961), deutsche Schriftstellerin
- Tania Singer (* 1969), deutsche Neurowissenschaftlerin und Psychologin
- Tania Stern (1904–1995), deutsch-britische Übersetzerin
- Tania Strecker (* 1973), dänische Fernsehmoderatorin
- Tania Tsanaklidou (* 1952), griechische Sängerin und Schauspielerin
- Tania Freiin von Uslar-Gleichen, deutsche Juristin und Diplomatin
- Tania Van Heer (* 1970), australische Sprinterin
- Tania Velmans (1925–2022), bulgarisch-französische Kunsthistorikerin und Byzantinistin
- Tania Vicent (* 1976), kanadische Shorttrackerin
- Tania Witte, deutsche Schriftstellerin

### Tânia
- Tânia Maria (* 1948), brasilianische Jazzsängerin und Pianistin
- Tânia Puschnerat (* 1957), Referatsleiterin in der Abteilung Islamismus des BfV, Autorin und Privatdozentin
- Tânia da Silva (* 1986), brasilianische Weit- und Dreispringerin
- Tânia Tomé (* 1981), mosambikanische Sängerin, Rezitatorin, Komponistin, Moderatorin, Lyrikerin und Textdichterin